# Trezzone
Trezzone (lombardul: Trezzon) település Olaszországban, Lombardia régióban, Como megyében. Lakosainak száma 236 fő (2023. január 1.). Trezzone Gera Lario, Montemezzo és Vercana községekkel határos.

## Népesség
A település lakossága az elmúlt években az alábbi módon változott:
| Lakosok száma | 237  | 230  | 236  |
|               | 2017 | 2018 | 2023 |